# 루블린성

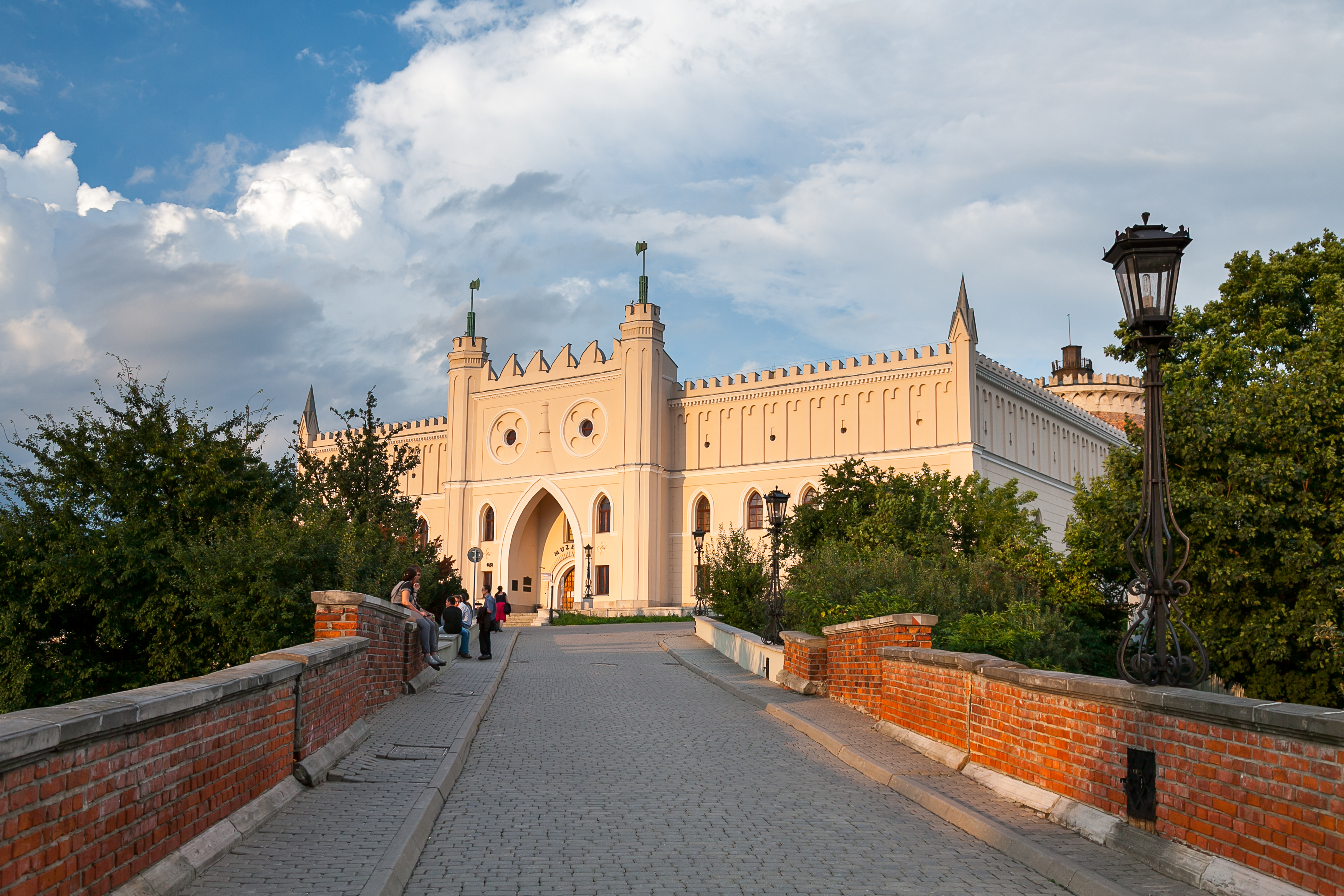
루블린성

루블린성(폴란드어: Zamek Lubelski)은 폴란드 루블린주 루블린에 있는 성이다. 폴란드에서 가장 오래 보존된 왕궁 중 하나로, 원래는 카지미에시 2세가 세웠다. 리바이벌 양식의 외관은 주로 19세기에 행해진 재건축이다.